# Stazione di Momodani
La stazione di Momodani (桃谷駅?, Momodani-eki) è una delle stazioni della Linea Circolare di Ōsaka in Giappone.

## Linee

### Treni
- JR West
  - Linea Circolare di Ōsaka